# William Edge, 1. Baronet
William Edge, 1. Baronet, Kt (* 21. November 1880; † 18. Dezember 1948 in Lytham St Annes Lancashire, England) war ein britischer Politiker der Liberal Party und später der National Liberal Party, der zwischen 1916 und 1923 sowie erneut von 1927 bis 1945 Mitglied des Unterhauses (House of Commons) war. Er fungierte von 1919 bis 1922 als Lord im Schatzamt (Lord of the Treasury) sowie zwischen 1922 und 1923 und erneut von 1929 bis 1931 als Parlamentarischer Geschäftsführer (Whip). 1937 wurde er zum 1. Baronet Edge, erhoben.

## Leben
William Edge war der Sohn des Unternehmers Sir Knowles Edge, Inhaber der Chemikalien- und Farbenfabrik William Edge & Sons und zwischen 1917 und 1918 Bürgermeister von Bolton, und dessen Ehefrau Mary Jane Preston. Er war nach dem Besuch der Bolton School im Vorstand des Familienunternehmens tätig und leistete Militärdienst als Stabshauptmann (Staff Captain) im Kriegsministerium (War Office). Am 29. Februar 1916 wurde er bei der notwendig gewordenen Nachwahl (By-election) im Wahlkreis Bolton für die Liberal Party erstmals zum Mitglied des Unterhauses (House of Commons) gewählt und vertrat diesen Wahlkreis nach seinen Wiederwahlen bei den Unterhauswahlen am 14. Dezember 1918 und am 15. November 1922 bis zu seiner Niederlage bei der Unterhauswahl am 6. Dezember 1923.
In der Regierung Lloyd George übernahm Edge im August 1917 den Posten als Parlamentarischer Privatsekretär (Parliamentary Private Secretary) von Auckland Geddes, der zunächst Minister für den Nationalen Dienst sowie zwischen Januar und Dezember 1919 Minister für Nationalen Dienst und Minister für Wiederaufbau	war. Nachdem er noch kurzzeitig Parlamentarischer Privatsekretär des Arbeitsministers war, fungierte er vom 18. August 1919 bis zum 1. August 1922 als Lord im Schatzamt (Lord of the Treasury). Zugleich fungierte er von Januar 1917 bis Oktober 1922 als Parlamentarischer Geschäftsführer (Whip) der Liberalen innerhalb der Regierungsfraktion. Für seine Verdienste wurde er am 10. Februar 1922 zum Knight Bachelor (Kt) geschlagen und führte seither den Namenszusatz „Sir“. Er war anschließend zwischen August 1922 und Dezember 1923 als Opposition Whip Parlamentarischer Geschäftsführer der liberalen Oppositionsfraktion im Unterhaus.
Nach dem Rücktritt von Robert Gee wurde William Edge als Kandidat der National Liberal Party bei einer Nachwahl im Wahlkreis Bosworth am 31. Mai 1927 wieder zum Mitglied des Unterhauses gewählt und gehörte diesem nach seinen nunmehrigen Wiederwahlen am 30. Mai 1929, 27. Oktober 1931 sowie am 14. November 1935 bis zum 5. Juli 1945 an. Er fungierte zwischen Mai 1929 und Oktober 1931 erneut als Opposition Whip sowie anschließend von 1932 bis 1935 als Mitglied der Parlamentarischen Wohltätigkeitskommission (Parliamentary Charity Commissioner). Am 9. Juni 1937 wurde er zum 1. Baronet Edge, of Ribble Lodge, in the Borough of Lytham Saint Annes in the County Palatine of Lancaster, in der Baronetage of the United Kingdom erhoben. 1941 wurde er auch Friedensrichter (Justice of the Peace) der Grafschaft Lancashire.
Aus seiner am 9. August 1904 geschlossenen Ehe mit Ada Jane Ickringhill (1880–1973) gingen der Sohn Sir Knowles Edge (1905–1984) hervor, der von ihm 1948 den Titel als 2. Baronet erbte sowie die Tochter
Mary Margaret Edge (* 1917).